# 오플란주

오플란주의 위치

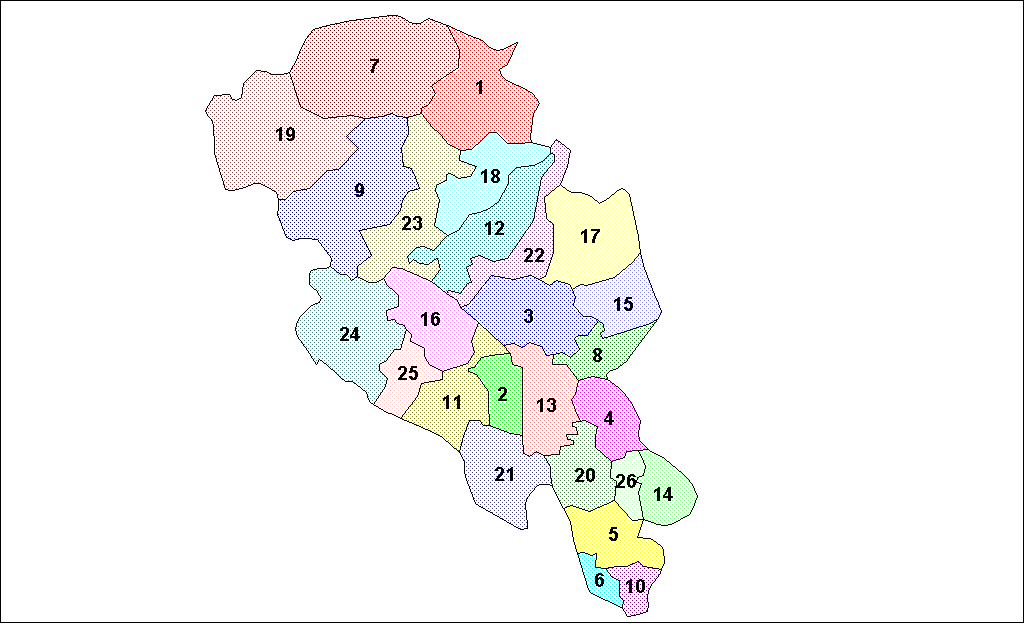
오플란주의 지방 자치체

오플란주(노르웨이어: Oppland fylke)는 노르웨이 남부에 위치했던 폐지된 주이다. 주도는 릴레함메르이며 면적은 25,192km2, 인구는 187,723명(2014년 기준), 인구 밀도는 8명/km2이다. 북쪽으로는 뫼레오그롬스달주와 쇠르트뢰넬라그주, 동쪽으로는 헤드마르크주, 남쪽으로는 부스케루주와 아케르스후스주, 서쪽으로는 송노피오라네주와 접한다. 26개 지방 자치체를 관할했다. 오플란주의 주도인 릴레함메르는 1994년 동계 올림픽 개최지이기도 하다.
2020년 1월 1일부로 헤드마르크주와 통폐합되어 인라네주가 신설되면서 폐지되었다.

오플란주의 문장

## 인구
| 연도                       | 인구    | ±%    |
| -------------------------- | ------- | ----- |
| 1951                       | 160,496 | —     |
| 1961                       | 166,303 | +3.6% |
| 1971                       | 172,479 | +3.7% |
| 1981                       | 180,765 | +4.8% |
| 1991                       | 182,593 | +1.0% |
| 2001                       | 183,419 | +0.5% |
| 2011                       | 186,087 | +1.5% |
| Source: Statistics Norway. |         |       |